# Luis Robson
Robson Luis Pereira da Silva (* 21. September 1974 in Volta Redonda), auch bekannt als Luis Robson, ist ein ehemaliger brasilianischer Fußballspieler.

## Karriere
Robson begann seine Karriere 1992 bei SE Matsubara. 1995 unterschrieb er einen Vertrag beim Zweitligisten Mogi Mirim EC. 1995 wurde er mit dem Verein Tabellendritter der Campeonato Brasileiro Série B. 1996 spielte er beim Erstligisten Goiás EC. Danach spielte er beim portugiesischen União Leiria. 1997 unterschrieb er einen Vertrag beim russischen Spartak Moskau. Für Spartak Moskau bestritt er 102 Erstligaspiele und schoss dabei 32 Tore. Mit den Verein gewann er fünfmal die russische Meisterschaft und einmal den russischen Pokal. 2002 wechselte er zum japanischen Consadole Sapporo. Von 2003 bis 2005 war er beim französischen Zweitligisten FC Lorient unter Vertrag. 2006 kehrte er nach Brasilien zurück und unterschrieb einen Vertrag bei Marília AC.

## Erfolge
Spartak Moskau
- Russischer Meister: 1997, 1998, 1999, 2000, 2001
- Russischer Pokalsieger: 1997/98